# (73527) 2003 NC3
2003 أن سي 3 (ويعرف أيضًا باسم (73527) 2003 أن سي 3 وفق تسمية الكوكب الصغير) (بالإنجليزية: 2003 NC3)‏ هو كويكب ضمن حزام الكويكبات؛ وترتيبه 73527 من حيث الاكتشاف.
اكتُشف هذا الجُرم الفلكي بواسطة بحث لنكولن عن الكويكبات القريبة من الأرض في 2 يوليو 2003.

## وصلات خارجية
- (73527) 2003 NC3 في قاعدة بيانات مختبر الدفع النفاث لأجرام النظام الشمسي الصغيرة

- الاكتشاف · مخطط المدار ·  العناصر المدارية · المعلمات المادية

- (73527) 2003 NC3 على موقع ويكي سكاي: DSS2, SDSS, GALEX, IRAS, Hydrogen α, X-Ray, Astrophoto, Sky Map, Articles and images